# Adolf Seger
Adolf Seger, född den 2 januari 1945 i Freiburg im Breisgau, Tyskland, är en västtysk brottare som tog OS-brons i mellanviktsbrottning i fristilsklassen 1972 i München och därefter OS-brons igen i samma viktklass 1976 i Montréal.